# بريستول (مقاطعة دان)
بريستول، مقاطعة دان (بالإنجليزية: Bristol, Dane County, Wisconsin)‏ هي بلدة تقع بولاية ويسكونسن في الولايات المتحدة. تبلغ مساحتها 89.1 (كم²)، وترتفع عن سطح البحر 277 م، بلغ عدد سكانها 2698 نسمة في عام 2000 حسب إحصاء مكتب تعداد الولايات المتحدة وتصل الكثافة السكانية فيها 30.3 نسمة/كم2.

## وصلات خارجية
- http://www.tn.bristol.wi.gov
- The US50 - Cities and Towns in Wisconsin State
- Wisconsin Cities and Towns, Facts, Map, Flag, Colleges, Government, and More